# Chillingham
Chillingham – wieś w Anglii, w hrabstwie Northumberland. Leży 65 km na północ od miasta Newcastle upon Tyne i 462 km na północ od Londynu. W 2001 miejscowość liczyła 50 mieszkańców.
We wsi znajduje się gotycki zamek – Chillingham Castle.